# Rodgersia aesculifolia
Espèce
Classification phylogénétique
Rodgersia aesculifolia est une espèce de plantes à fleurs appartenant au genre Rodgersia et de la famille des Saxifragaceae qui est originaire principalement des zones montagneuses de Chine centrale (Yunnan et Tibet).

## Taxonomie

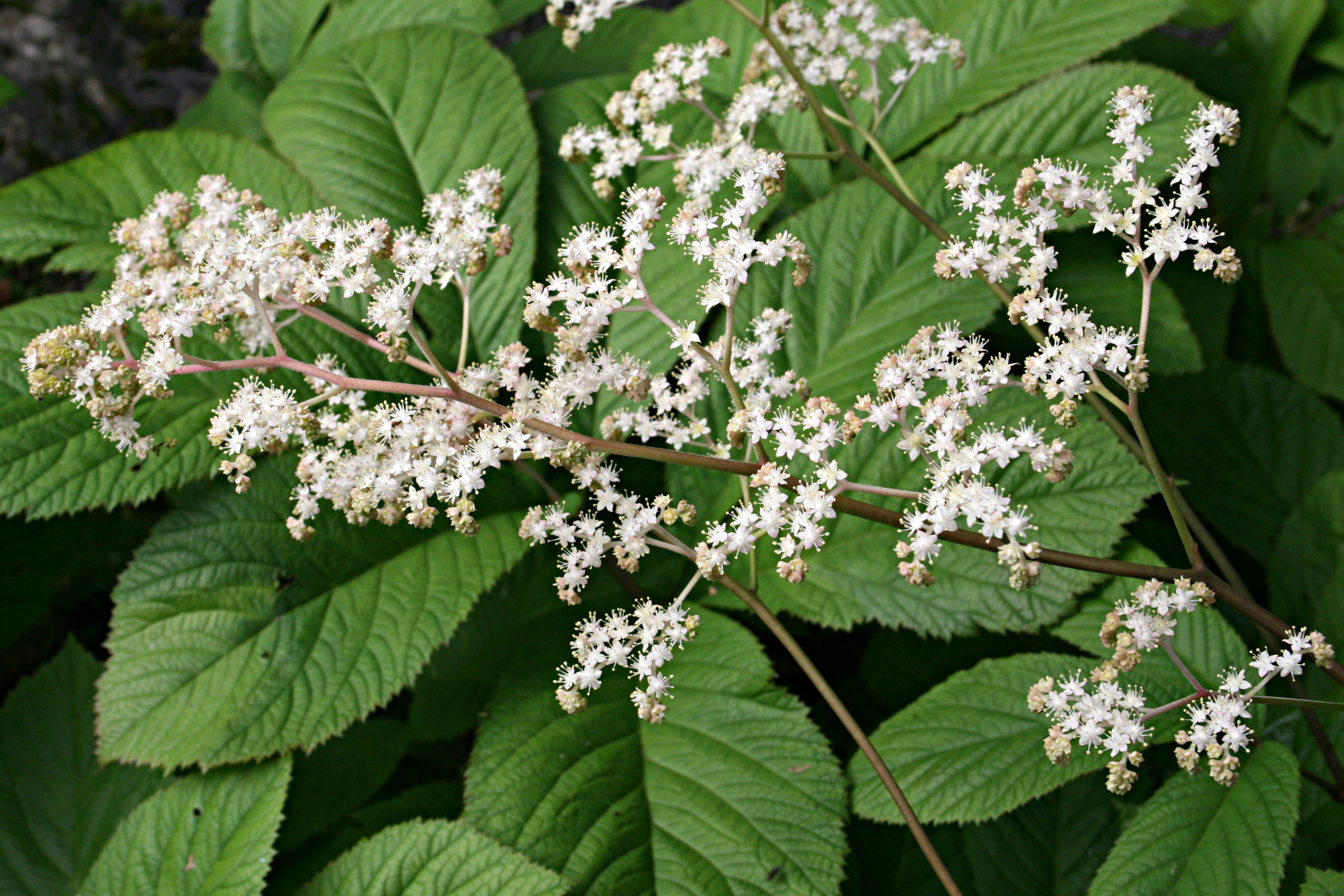
Rodgersia aesculifolia en pleine floraison.

Le botaniste russe Alexandre Bataline décrit cette espèce en 1893 que le jardin botanique impérial de Saint-Pétersbourg avait acquise auparavant, dans Act. Hort. Petrop. 13:96. Elle a été découverte en 1869 par le R.P. Armand David (1826-1900) pendant son expédition de 1869-1870 dans les zones montagneuses de Chine centrale et du Tibet.
Depuis la révision du genre Rodgersia en 1994, deux sous-espèces sont rangées sous Rodgersia aesculifolia:
- Rodgersia aesculifolia Batalin var. aesculifolia
- Rodgersia aesculifolia var. henrici (Franch.) C.Y.Wu et J.T.Pan

Cette dernière était auparavant considérée comme une espèce du genre Astilbe sous le nom d'Astilbe henrici Franch., découverte par le prince Henri d'Orléans (1867-1901) en 1895 dans les zones montagneuses du nord de l'actuelle Birmanie. Elle possède des fleurs beaucoup plus importantes (8 à 18 mm de diamètre) que Rodgersia aesculifolia var. aesculia.
Une troisième sous-espèce est rangée sous cette espèce selon Chris Sanders:
- Rodgersia aesculifola var. purdomii

Ses fleurs mesurent de 2 à 8 mm de diamètre, mais ses boutons sont roseâtres devenant ensuite des sépales de couleur blanche et verdissant en fin de floraison. Ses feuilles sont de couleur bronze ou de couleur cuivrée et ses inflorescences, plumeuses comme rodgersia aesculifolia var. aesculifolia.

## Description

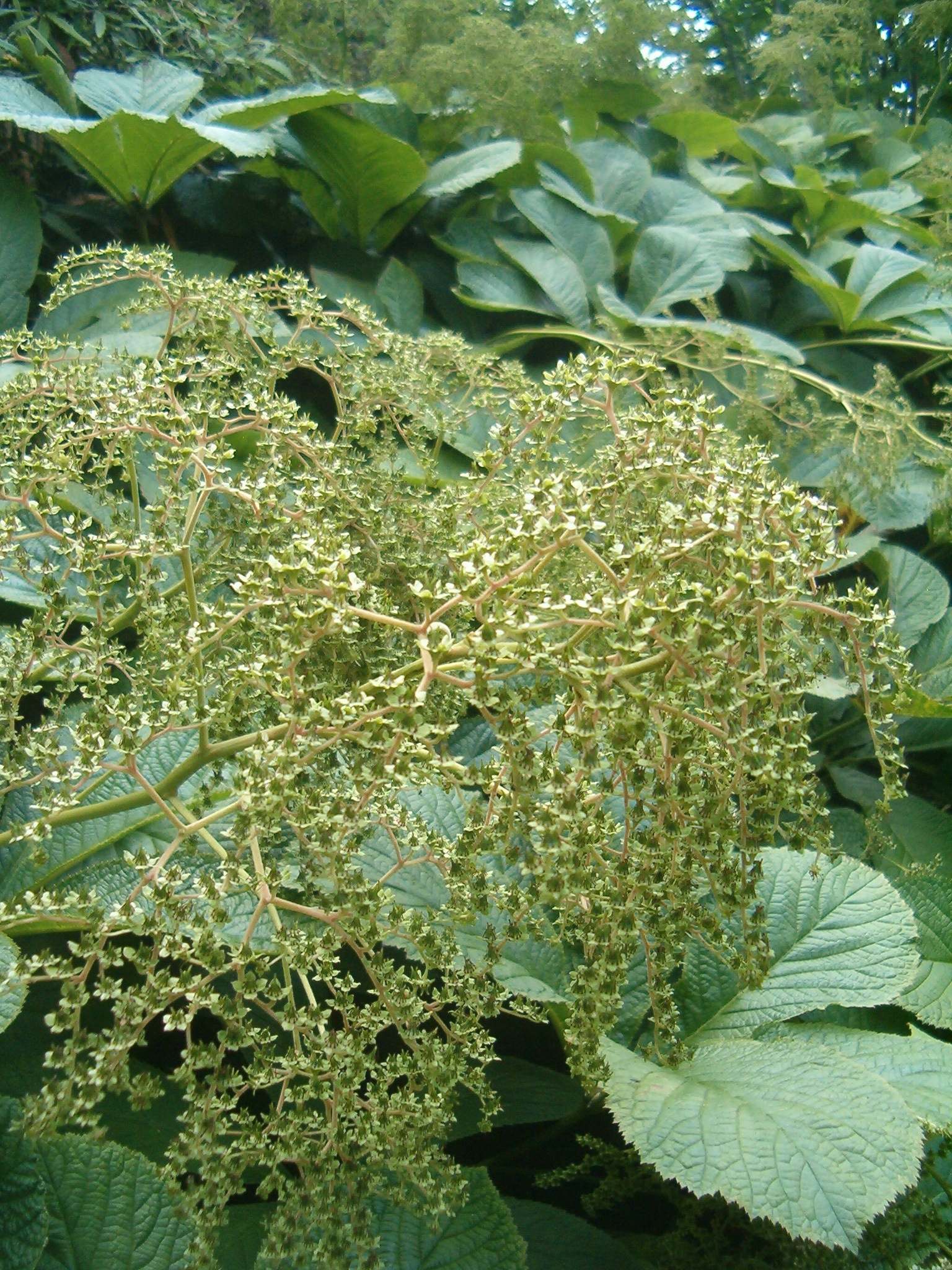
Inflorescence en fin de floraison au jardin botanique de Berlin.

Rodgersia aesculifolia est une plante vivace vigoureuse aux grandes feuilles composées ressemblant à celles des marronniers (d'où son nom provenant de la racine latine aesculus).

## Habitat et culture
Cette plante est cultivée comme plante d'ornement à mi-ombre dans une terre fraîche en zone 6. Il existe de nombreux cultivars à grandes inflorescences plumeuses de couleur rose.